# Григорій Квітка-Основ'яненко (монета)
«Григо́рій Кві́тка-Основ'я́ненко» — ювілейна монета номіналом 2 гривні, випущена Національним банком України. Присвячена письменникові, культурно-громадському діячеві, основоположнику жанру соціально-побутової комедії в класичній українській літературі Григорію Квітці-Основ'яненко, найвідомішими творами якого є «Конотопська відьма», «Сватання на Гончарівці», «Пан Халявський», «Шельменко-денщик» тощо.
Монету введено в обіг 18 листопада 2008 року. Вона належить до серії «Видатні особистості України».

## Опис та характеристики монети
| Номінал грн. | Метал      | Маса, грам | Діаметр, мм. | Якість виготовлення       | Гурт     | Тираж, штук |
| ------------ | ---------- | ---------- | ------------ | ------------------------- | -------- | ----------- |
| 2            | нейзильбер | 12,8       | 31           | спеціальний анциркулейтед | рифлений | 35 000      |

### Аверс
На аверсі монети угорі розміщено малий Державний Герб України, напис півколом «НАЦІОНАЛЬНИЙ БАНК УКРАЇНИ», зображено типовий для сходу України вид міста XIX ст., унизу напис — «2 ГРИВНІ», рік карбування монети — «2008» (праворуч) та логотип Монетного двору Національного банку України (ліворуч).

### Реверс
На реверсі монети зображено портрет Квітки-Основ'яненка та розміщено написи: «ГРИГОРІЙ КВІТКА-ОСНОВ'ЯНЕНКО» (угорі півколом), «1778—1843» (унизу).

## Автори

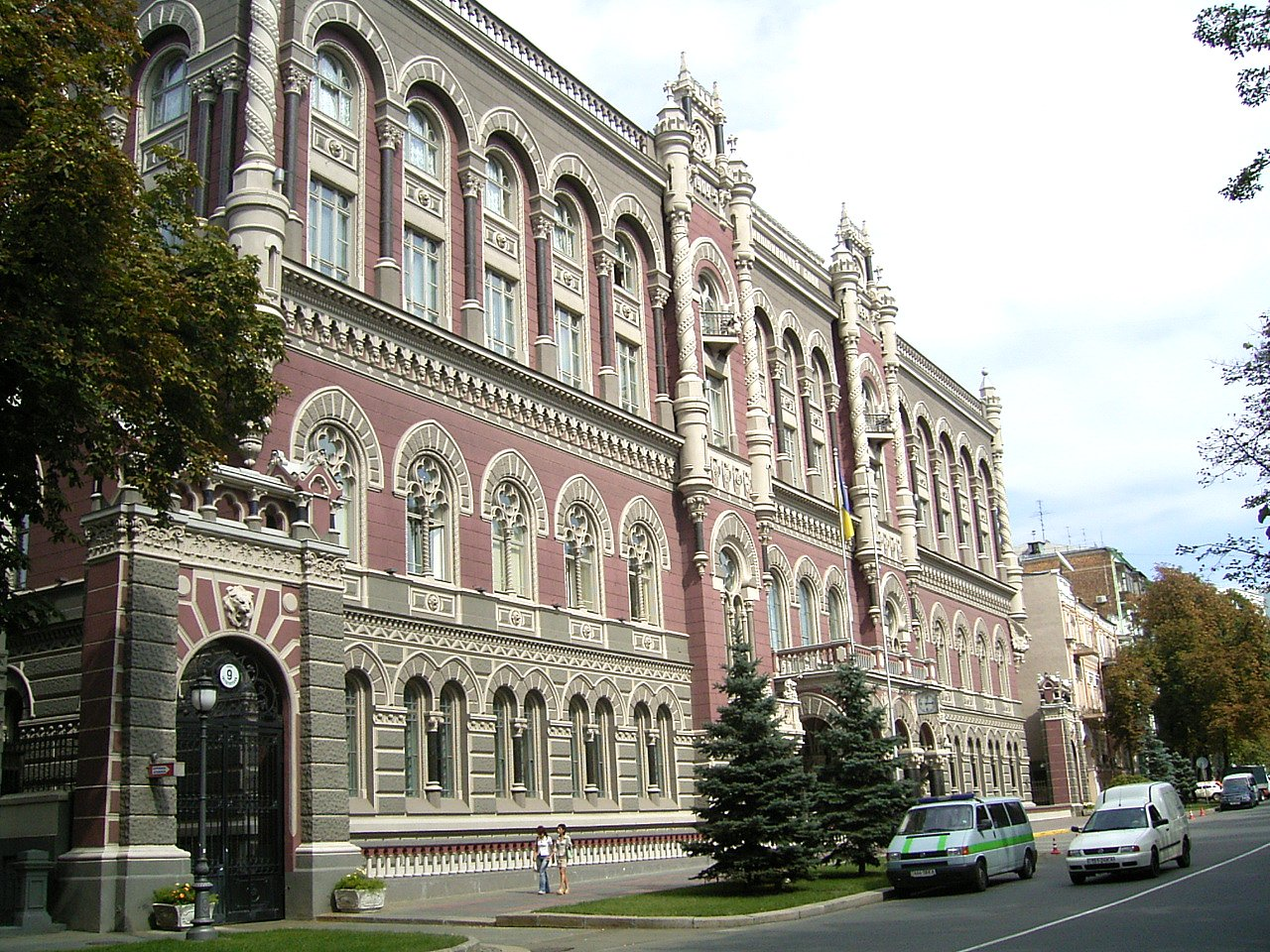
Будівля Національного банку України

Художник та Скульптор — Атаманчук Володимир.

## Вартість монети
Ціна монети — 15 гривень, була зазначена на сайті Національного банку України 2011 року.
Фактична приблизна вартість монети з роками змінювалася так:
| Рік        | 2010 | 2011 | 2012 | 2013 | 2014 | 2015 | 2016 | 2017 | 2018 | 2019 | 2020 | 2021 | 2022 | 2023 | 2024 | 2025 |
| ---------- | ---- | ---- | ---- | ---- | ---- | ---- | ---- | ---- | ---- | ---- | ---- | ---- | ---- | ---- | ---- | ---- |
| Ціна, грн. | 17   | 20   | 20   | 20   | 25   | 30   | 35   | 40   | 55   | 55   | 55   | 55   | 70   | 160  | 165  | 165  |